# Plac Bychawski w Lublinie
Plac Bychawski w Lublinie – jeden z głównych placów w Lublinie, będący drogą łączącą ul. Kunickiego i Trasę Zieloną.

## Historia
Dawniej stanowił główny plac przedmieścia Piaski, obecnie znajduje się w dzielnicy Za Cukrownią. Do czasu budowy kolei żelaznej plac był typowym żydowskim szetlem, pierwszy polski sklep pojawił się tu dopiero w 1901 roku. Budowa dworca głównego PKP w 1877 roku spowodowała znaczną zmianę w funkcjonowaniu tego miejsca. Od tamtego czasu plac stał się jednym z głównych ciągów komunikacyjnych w mieście, a sama dzielnica rozwijającą się dzielnicą przemysłową. Po zamknięciu cukrowni dzielnica przestała spełniać funkcje przemysłowe, a sam plac Bychawski stał się jedynie ulicą.

## Budowa
Plac jest de facto ulicą dwujezdniową o trzech pasach ruchu w każdą stronę o długości 150 m. Jest ona przedłużeniem ul. Wolskiej od skrzyżowania z ulicami 1 Maja i Władysława Kunickiego w stronę Śródmieścia. Na skrzyżowaniu zamontowana jest sygnalizacja świetlna. Plac Bychawski kończy się na skrzyżowaniu z ul. Lubelskiego Lipca 80 (Trasa Zielona) i dalej jest kontynuowany jako al. Józefa Piłsudskiego. Na tym skrzyżowaniu znajduje się sygnalizacja świetlna.

## Otoczenie
Przy początku placu znajduje się zwarta zabudowa kamienic zbudowanych na początku XX wieku, dalej po lewej stronie w miejscu dawnego skrzyżowania z ul. Młyńską znajduje się parking. Dawniej po prawej stronie znajdowała się stacja paliw. W odległości 400 m od placu znajduje się stacja kolejowa Lublin Główny, do której można dojść od placu ul. 1 Maja (przed II WŚ Foksal).

## Komunikacja miejska
Placem kursuje wiele linii autobusowych i trolejbusowych obsługiwanych przez ZTM w Lublinie. Nad ulicą rozwieszona jest trakcja trolejbusowa.